# Wilhelm Beste
August Friedrich Wilhelm Beste (* 6. April 1817 in Wolfenbüttel; † 13. Juni 1889 in Braunschweig) war ein deutscher evangelisch-lutherischer Theologe und Pfarrer.

## Leben

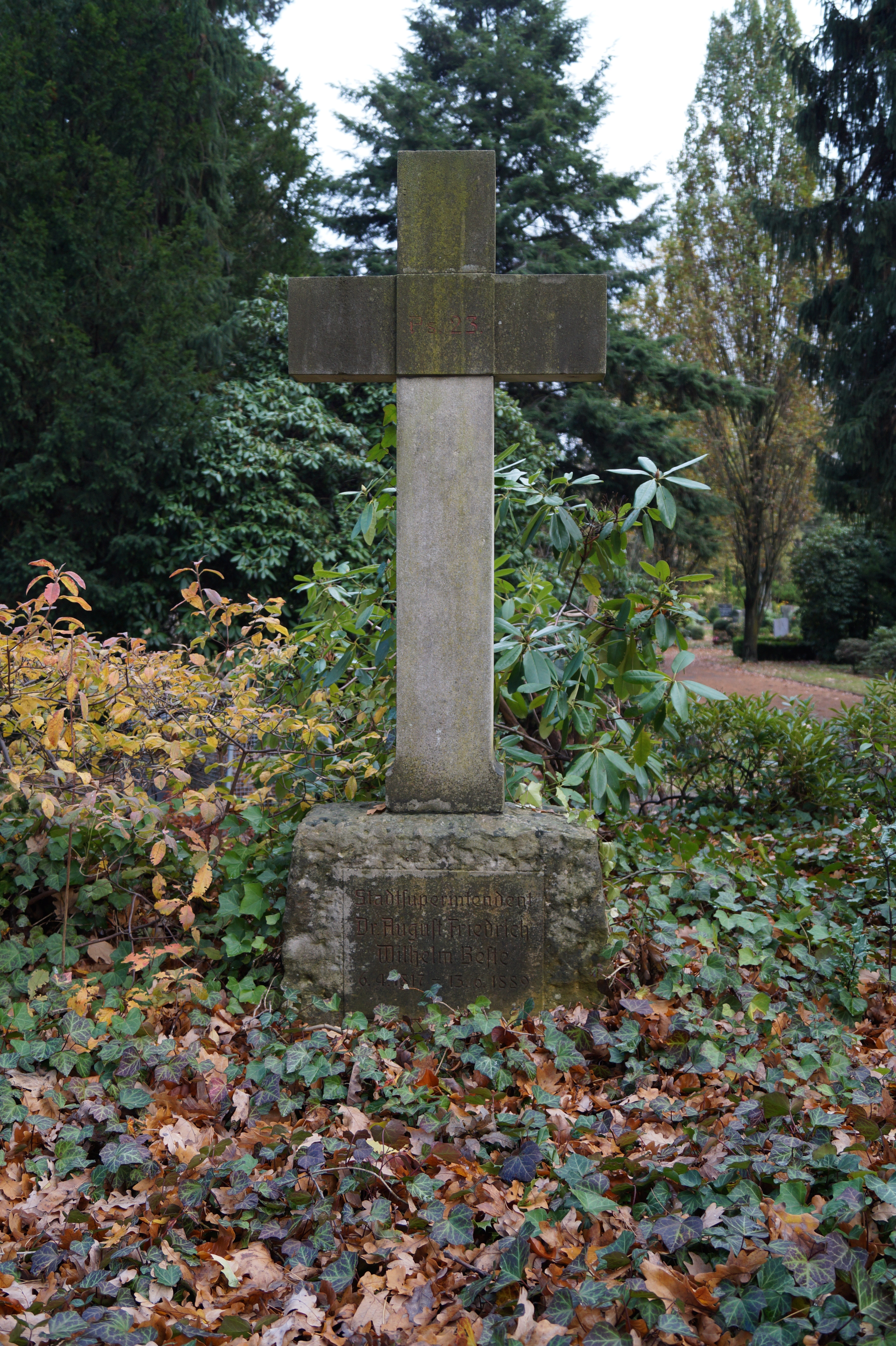
Grabstätte Wilhelm Bestes auf dem Hauptfriedhof Braunschweig

August Friedrich Wilhelm Bestes Eltern waren der in Wolfenbüttel lebende Kaufmann Karl Adolf Beste und dessen Frau Konradine Luise Antoinette, geb. Bleibtreu. 1821 zog die Familie ins nahe gelegene Braunschweig, wo der Vater am 3. Oktober 1822 starb. August Beste studierte sowohl Theologie als auch Philologie in den Jahren 1836 bis 1839 an der Universität Göttingen, nachdem er seit 1826 das Katharineum besucht hatte. Seit Ende 1845 war er Prediger der Braunschweiger Strafanstalt und ab 1847 Prediger des Gefängnisses in seiner Heimatstadt Wolfenbüttel, wo er im Januar 1848 von einem Häftling mit Pocken angesteckt wurde und schwer erkrankte. Ab Ende 1850 war er auch als Prediger der dortigen Marienkirche tätig und heiratete am 6. Juli 1851 Auguste Henriette Elisabeth Sonnenburg. 1859 ernannte man ihn zum Superintendenten in Wendeburg, 1868 wurde Beste zum Pfarrer der Petri-Kirche in Braunschweig berufen. Seit 1882 war er dort auch General- und Stadtsuperintendent. Den Titel eines theologischen Ehrendoktors verlieh man Beste 1883. Am 13. Juni 1889 verstarb er in Braunschweig, nachdem seine Frau am 10. November 1888 gestorben war. Er war bekannt als erste Person in Braunschweig, die sich der Heidenmission gewidmet hatte. Seine zwei Söhne wurden später Pfarrer in Wendeburg und Wolfenbüttel.

## Werke
- Hans Engelbrecht, Braunschweigs Mystiker. 1839.
- Katharina von Bora. 1843.
- Luthers Glaubenslehre. Halle 1845.
- Laienphilosophie oder Weisheitslehre für die Gebildeten im Volke. 1850.
- Wegweiser zum inneren Frieden. Christliche Meditationen. 1855.
- Die bedeutendsten Kanzelredner der älteren lutherischen Kirche von Luther bis Spener in Biographien und einer Auswahl ihrer Predigten. (drei Bände; 1856 bis 1886).